# Winnie-the-Pooh
Winnie-the-Pooh (O Ursinho Poo, em português) é o primeiro livro sobre as aventuras do  Ursinho Puff, criado por A. A. Milne. Publicado em 1926, Winnie-the-Pooh foi seguido por The House at Pooh Corner (1928). Milne também incluiu um poema sobre o urso no livro infantil em versos When We Were Very Young (1924)  e vários outros em Now We Are Six (1927). Todos os quatro volumes foram ilustrados por E. H. Shepard.O livro entrou em domínio público nos Estados Unidos em 2022,passados 95 anos de sua publicação,porém ele permanece protegido por direitos autorais no Reino Unido e muitos outros países,incluindo no Brasil e em Portugal
Os hífens no nome do personagem foram mais tarde retirados quando a Companhia Walt Disney adaptou as histórias de Puff em uma sequência de filmes média-metragem no filme The Many Adventures of Winnie the Pooh, tornando-se uma das licenças de maior sucesso da empresa no mundo.
As histórias de Winnie-the-Pooh foram traduzidas em vários idiomas, incluindo a tradução em latim de Alexander Lenard, Winnie ille Pu, que foi publicada pela primeira vez em 1958, e, em 1960, tornou-se o único livro em latim que figurou na lista de livros mais vendidos do New York Times.

## Floresta Ashdown: o cenário das histórias

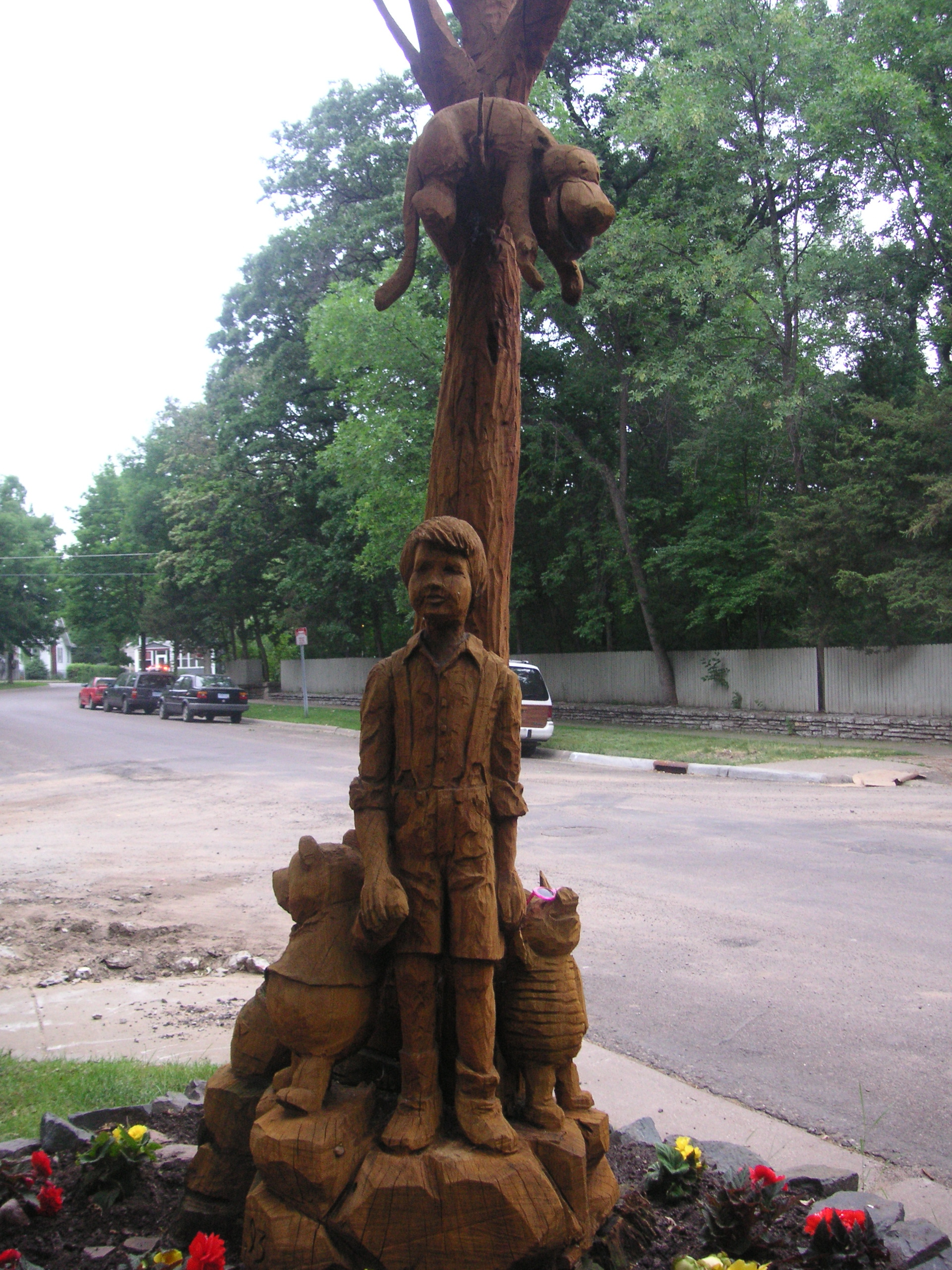
Cristhopher Robin, Pooh e os demais personagens do romance.

As histórias de Winnie-the-Pooh são ambientadas na Floresta de Ashdown, Sussex, Inglaterra. A floresta é uma área grande de pântano aberto calmo nos mais altos cumes arenosos da Área da Beleza Natural Proeminente situado a 30 milhas (50 km) ao sul de Londres. Em 1925, Milne, um londrino, comprou uma casa de campo a uma milha ao norte da floresta na Fazenda Cotchford, perto de Hartfield. Segundo Christopher Milne, enquanto seu pai continuou a viver em Londres "…nós quatro—ele, sua esposa, seu filho e a babá do seu filho—nos apertávamos dentro de um Fiat, azul, e viajávamos todo sábado de manhã e voltávamos toda segunda à tarde. E nós passávamos um mês inteiro maravilhoso por lá na primavera e dois meses no verão."
 Do gramado da frente, a família tinha uma vista através de uma campina de uma linha de amieiros que cobriam o Rio Medway, pelo qual o terreno subia através de mais árvores até finalmente "acima deles, muito distante, arrematando a vista, havia um cume descoberto de morro. No centro desse cume de morro, tinha um bosque de pinheiros." A maioria das visitas do pai à floresta nessa época foram, ele observou, expedições familiares a pé "para fazer ainda uma nova tentativa de tentar contar os pinheiros na Gill's Lap ou procurar uma genciana pantanosa". Christopher adicionou isso, inspirado pela Floresta Ashdown, e seu pai o fez "cenário de dois dos seus livros, finalizando o segundo pouco mais de três anos após a sua chegada".
Muitos locais nas histórias podem ser ligados a lugares reais dentro e ao redor da floresta. Como Christopher Milne escreveu em sua autobiografia: "A floresta de Puff e a Floresta de Ashdown são idênticas". Por exemplo, o fictício "Bosque dos 100 Acres" era na verdade o Bosque de Quinhentos Acres; o Galleon's Leap foi inspirado pelo cume proeminente do morro de Gill's Lap, enquanto o bosque de árvores ao norte de Gill's Lap tornou-se O Lugar Encantado de Cristóvão porque ninguém nunca tinha sido capaz de contar se havia sessenta e três ou sessenta e quatro árvores no círculo.
As paisagens descritas nas ilustrações de E.H. Shepard para os livros de Winnie-the-Pooh são diretamente inspiradas pela paisagem inconfundível da Floresta Ashdown, com os seus elevados, pântanos de urzes, tojos, samambaias, vidoeiros prateados cercados por bosques de pinheiros. Em muitos casos, as ilustrações de Shepard correspondem aos panoramas reais, concedendo uma espécie de licença artística. Os esboços de Shepard dos pinheiros e outras cenas das florestas estão em exposição no Museu V&A em Londres.
O jogo de Poohsticks foi originalmente jogado por Christopher Milne em uma ponte que passava sobre um afluente do Rio Medway no Bosque Posingford, perto da Fazenda Cotchford. É tradição jogar o jogo lá usando os gravetos que caem próximos às florestas. Quando o pé da ponte precisou ser substituído recentemente, o engenheiro desenhou uma nova estrutura baseada nos desenhos de E. H. Shepard da ponte dos livros originais, já que a ponte não se parecia originalmente como o artista a desenhou. Uma tábua informativa na ponte explica como jogar.

## Personagens
- Ursinho Pooh(Ursinho Puff)
- Tigrão
- Leitão
- Coelho
- Ió
- Corujão
- Guru

## Capítulos
1. In Which We Are Introduced to Winnie-the-Pooh and Some Bees and the Stories Begin
2. In Which Pooh Goes Visiting and Gets Into a Tight Place
3. In Which Pooh and Piglet Go Hunting and Nearly Catch a Woozle
4. In Which Eeyore Loses A Tail and Pooh Finds One
5. In Which Piglet Meets a Heffalump
6. In Which Eeyore Has A Birthday And Gets Two Presents
7. In Which Kanga And Baby Roo Come To The Forest And Piglet Has A Bath
8. In Which Christopher Robin Leads An Expedition To The North Pole
9. In Which Piglet Is Entirely Surrounded By Water
10. In Which Christopher Robin Gives Pooh A Party and We Say Goodbye

## Sequência
Uma sequência autorizada De volta ao Bosque dos 100 Acres foi publicada em 5 de outubro de 2009. O autor, David Benedictus, desenvolveu, mas não mudou, a caracterização de Milne. As ilustrações, de Mark Burgess, são no estilo das de Shepard.

## Adaptações

### Teatro
- Winnie-the-Pooh at the Guild Theater | Sue Hastings Marionettes 1931[5]
- "Bother! The Brain of Pooh" | Peter Dennis 1986

### Áudio
As melhores histórias do Puff lidas por Maurice Evans lançadas em LP de vinil:
- Winnie-the-Pooh (consistindo de três faixas: Introducing Winnie-the-Pooh and Christopher Robin; Pooh Goes Visiting and Gets Into a Tight Place; Pooh and Piglet Go Hunting and Nearly Catch a Woozle) 1956
- More Winnie-the-Pooh (consistindo de três faixas: Eeyore Loses a Tail; Piglet Meets a Heffalump; Eeyore Has a Birthday.)

Gravações parciais lidas por Peter Dennis dos quatro livros do Puff:
- When We Were Very Young
- Winnie-the-Pooh
- Now We Are Six
- The House at Pooh Corner

### Rádio
- Winnie-the-Pooh foi ao ar por Donald Calthrop em todas as estações da BBC no dia de natal em 1925[6]

- Puff fez a sua estreia na rádio dos EUA em 10 de novembro de 1932, quando foi ao ar para 40.000 escolas pela American School of the Air, a divisão educacional do Sistema de Radiofusão de Columbia.[7]

### Televisão
Uma versão de Winnie The Pooh, na qual os animais eram representados por marionetes, foi apresentada em 3 de outubro de 1960, no Show da Shirley Temple na NBC Television.